# Frédéric Bourguet
Pour les articles homonymes, voir Bourguet.
Frédéric Bourguet, né le 7 février 1889 à Montpellier et mort le 20 avril 1978 à Labastide-Rouairoux (Tarn), est un industriel, homme politique et résistant français. Élu local puis sénateur, il est, lors de la Seconde Guerre mondiale, président du comité départemental de libération après avoir dirigé les réseaux résistants dans le Tarn.

## Biographie

### Famille et formation
Issu d'une famille protestante, Jean Auguste Frédéric Bourguet naît le 7 février 1889 à Montpellier, dans l'Hérault. Il est le fils de Paul Bourguet (1858-1937), inspecteur de l'Enseignement puis avoué à Montpellier, et de Mathilde Nègre (1859-1906). Il est, par sa mère, cousin germain de Léopold Nègre.
Après des études au lycée et à la faculté de droit de Montpellier, il devient docteur en droit et exerce comme avocat à la cour d'appel de Montpellier.
En 1912, il épouse à Paris Suzanne Barthe, fille adoptive de l'industriel Joseph Barthe (1855-1912) et de Marguerite Treillet. Ils ont ensemble cinq enfants : Yvonne, Jacqueline, Marguerite, Françoise et Jean-Jacques.

### Carrière d'industriel
À la mort de son beau-père en 1912, il perpétue la tradition manufacturière de la famille Barthe en reprenant la fabrique de draperies et de lainages de Labastide-Rouairoux, établissement fondé en 1785 par Jean-Pierre Barthe.
Lieutenant du train des équipages militaires, il est mobilisé lors de la Première Guerre mondiale et son usine est réquisitionnée pour fabriquer du drap pour les troupes.
Plus tard, il associe à l'affaire son fils Jean-Jacques ainsi que son gendre Jean Reinaud (époux de sa fille Yvonne et petit-fils d'Émile Reinaud),.
Les Établissements Bourguet jouent un rôle économique central à Labastide-Rouairoux, employant jusqu'à 380 personnes en 1954. Ils se distinguent aussi sur le plan social : « empreint de convictions sociales », Frédéric Bourguet prend en effet une série de mesures pour améliorer la vie de ses employés et fidéliser la main d'œuvre. Ainsi, en 1922, il met en place une caisse de prévoyance retraite, dont les pensions peuvent être versées dès l'âge de 55 ans. Entre 1925 et 1930, il crée, avec une poignée d'autres industriels textiles, des cités ouvrières où, pour chaque famille, est mise à disposition une maison avec potager,. Il instaure également une « échelle mobile des salaires », mécanisme d'indexation des salaires sur l'inflation pour maintenir le pouvoir d'achat de ses ouvriers. En 1964, le préfet du département écrit : « S'il a les goûts d'un aristocrate, M. Bourguet vit très près du peuple et de ses ouvriers par générosité de cœur. »
À partir de 1974, l'activité connaît des difficultés et les Établissements Bourguet ferment en 1978, quelques mois avant la mort de Frédéric Bourguet,. Dans un article de 1977, Le Monde explique : « Les malheurs de la filature ont commencé avec la disparition du chef comptable, M. Derancourt, qui, après avoir détourné des sommes importantes, jeta ses 5 kilos de comptabilité au fond de la rivière. La récession a fait le reste. En 1974, on annonçait le dépôt de bilan . »

### Carrière politique
À la fin de la Grande Guerre, en parallèle de son activité textile, il s'engage en politique.
Il est d'abord élu maire de Labastide-Rouairoux en 1919, reconduit à chaque élection jusqu'en 1947.
En juillet 1925, il devient conseiller général du Tarn, élu dans le canton de Saint-Amans-Soult au deuxième tour comme candidat de l'union des gauches. Il est ensuite réélu jusqu'en 1976, dont plusieurs fois sans adversaire ou sans avoir fait campagne. Au fil des élections, il se présente sous différentes étiquettes politiques : MURF, socialiste indépendant, SFIO puis CIR. Son positionnement politique précis est donc complexe, comme le souligne le sous-préfet de Castres en 1937, affirmant qu'« en matière politique, son éclectisme est réel ».
Entre 1941 et 1944, il est destitué de ses fonctions électives par le régime de Vichy du fait de son engagement dans la Résistance (voir ci-après).
Les mandats locaux de Frédéric Bourguet, son activité industrielle et son rôle dans la Résistance lui confèrent une grande renommée. Il s'impose comme une personnalité centrale dans le Tarn, caractérisé par son positionnement politique de socialiste indépendant.
Il devient sénateur en 1974, remplaçant Fernand Verdeille (décédé) au sein du groupe socialiste. Membre de la Commission des affaires économiques et du Plan, il est alors le doyen du Sénat. Il se prononce notamment en faveur des projets de loi sur l'interruption volontaire de grossesse (1974) et sur la réforme du divorce (1975). Il ne se représente pas au terme de son mandat.
Au cours de sa vie, il occupe également plusieurs responsabilités institutionnelles. Il est ainsi à Mazamet vice-président (puis vice-président honoraire) de la Chambre de commerce et d'industrie entre 1920 et 1970, et administrateur de la Banque de France à Mazamet entre 1923 et 1974.

### Engagement dans la Résistance
Au début de la Seconde Guerre mondiale, Frédéric Bourguet est chef d'escadron dans le train des équipages militaires. Après l'annexion de la zone libre, il s'engage dans la Résistance, dont il devient un membre éminent, connu sous le pseudonyme de « Jean » (son premier prénom de naissance).
Dès les premières persécutions et à de nombreuses reprises, il donne asile chez lui — parfois au péril de sa vie — à des personnes menacées par la Gestapo ou la police de Vichy. Ainsi, dès la fin de l'année 1940, il recueille à son domicile Raymond Lévy-Seckel, ingénieur juif d'origine alsacienne, qu'il engage même comme directeur de son usine,. Les deux hommes deviennent très proches : ils entrent ensemble dans la Résistance, Frédéric Bourguet devient le parrain d'un des enfants de Lévy-Seckel et, lorsque ce dernier est fusillé par les Allemands en 1944, il apporte son aide à sa veuve et ses enfants pendant de nombreuses années.
Rapidement repéré par Vichy comme activiste, Frédéric Bourguet est limogé de ses mandats électifs, respectivement en 1941 et 1942, puis est lui-même poursuivi par la Gestapo lorsqu'il intègre la Résistance.
En effet, lorsque la zone libre est annexée à la fin de l'année 1942, il rejoint le premier mouvement résistant constitué dans le Tarn. En raison de « la grande autorité dont il jouissait auparavant dans le département », il est conduit à occuper d'importantes fonctions au sein de la Résistance. Membre du corps-franc de la Montagne Noire, il est aussi président du mouvement résistant Combat. En janvier 1943, il entre au directoire des Mouvements unis de la Résistance, constitués par Jean Moulin pour unifier les groupes résistants non communistes du Sud de la France. En raison de ses responsabilités politiques d'avant-guerre, il dirige aussi le service Noyautage des administrations publiques. À la Libération, il est nommé, « d'un consentement unanime », président du comité départemental de libération, chargé de coordonner les mouvements résistants, de leur apporter une aide logistique et de préparer le terrain pour la période post-Libération (notamment concernant le contrôle des administrations publiques). 
Lors de la nomination de Frédéric Bourguet pour la médaille de la Résistance, le général commandant le corps d'armée auquel il était rattaché rajoute, dans son mémoire de proposition, la note manuscrite suivante : « Magnifique résistant. A rendu de grands services à la Résistance. Proposition très appuyée. »

## Hommages

### Décorations
- Officier de la Légion d'honneur (1953 ; chevalier à titre militaire en 1939)[16],[17].
- Croix de guerre 1914-1918[12].
- Médaille de la Résistance française (1945)[18].
- Chevalier des Palmes académiques[4].
- Commandeur du Mérite commercial[4].
- Médaille d'honneur départementale et communale, échelon or (1958)[14].

### Postérité
- Un stade porte son nom à Labastide-Rouairoux.

## Liste des fonctions et mandats civils
Mandat national
- 20 octobre 1974 - 2 octobre 1977 : sénateur du Tarn[12]

Mandats locaux
- 1919 - 1947 : maire de Labastide-Rouairoux (destitué en 1941 par le régime de Vichy, réinstitué par le GPRF en 1944)[9]
- 1925 - 1976 : conseiller général du Tarn (destitué en 1942 par le régime de Vichy, réinstitué par le GPRF en 1945)[9]

Autres fonctions institutionnelles
- 1920 - 1970 : vice-président puis vice-président honoraire de la Chambre de commerce et d'industrie de Mazamet[12]
- 1923 - 1974 : administrateur de la Banque de France à Mazamet[12]
- 1945 : président du Comité régional économique (Tarn)[19]
- 1960 : président d'honneur de la Fédération française du tissage de laine
- Vice-président du Comité central de la laine
- Président du Syndicat patronal de l'industrie textile de la région de Labastide-Rouairoux, délégué auprès de l'Union des syndicats patronaux des industries textiles de France[20]